# Апатин, Антон Олегович
Антон Олегович Апатин (6 сентября 1986, Павлово, СССР) — российский футболист, нападающий, полузащитник.

## Карьера
Родился в городе Павлово Горьковской области. В 12 лет начал заниматься футболом в детской команде «Торпедо». Обучался в школе клуба «Торпедо-Виктория» НН. Через год вместе с семьёй переехал к месту новой службы родителей в посёлок Гаджиево Мурманской области, где занимался баскетболом, лыжным спортом.
В 2002 году переехал в Мурманск, где поступил в филиал Московской современной государственной академии, стал заниматься в группе тренера Александра Чистякова. В 2004 году вместе с командой Чистякова дошёл до финала турнира по мини-футболу на призы спорткомплекса «Авангард», после чего был приглашен в клуб «Ротор-ГПС» (впоследствии — «Динамо»-ГПС), где был зачислен на работу в противопожарную службу, стал обучаться на заочном отделении Санкт-Петербургского института водных коммуникаций.
В 2007 Апатин был приглашён главным тренером ФК «Север» Мурманск Адьямом Кузяевым на просмотр, но отказался подписать контракт.
В сезоне 2008/2009 перешёл в клуб чемпионата России по мини-футболу «Динамо» СПб. В девяти матчах забил два мяча, но в начале 2009 года клуб по финансовым причинам прекратил существование. По возвращении в «Динамо-ГПС» продолжал выступать в первенствах Мурманска, Мурманской области и МРО «Севро-Запад».
В начале 2011 года подписал контракт с «Севером». Из-за финансовой нестабильности в клубе подписал соглашение с мини-футбольной командой «Норильский никель», но провёл за неё только один матч в мае 2012. Отыграл в «Севере» ещё два сезона, и после лишения команды профессионального статуса перешёл в клуб первенства ФНЛ «Динамо» СПб к Кузяеву. Из-за финансовых проблем ушёл из клуба, был на просмотре в «Тюмени», но первую половину сезона ПФЛ 2015/16 провёл в «Карелии». В начале 2016 года вернулся в «Динамо», где отыграл полтора сезона. Сезон 2017/18 провёл в «Динамо» (Брянск).
С апреля по 14 июля 2019 года играл в любительской команде «Динамо СПб», лучший бомбардир Кубка чемпионов МРО «Северо-Запад» 2019. За это время провёл 12 матчей, забил 8 голов и выиграл с командой Кубок чемпионов МРО «Северо-Запад».
С октября 2019 выступает за любительский футбольный клуб «СТД Петрович», участвующий в чемпионате Санкт-Петербурга.